# 천생삼교

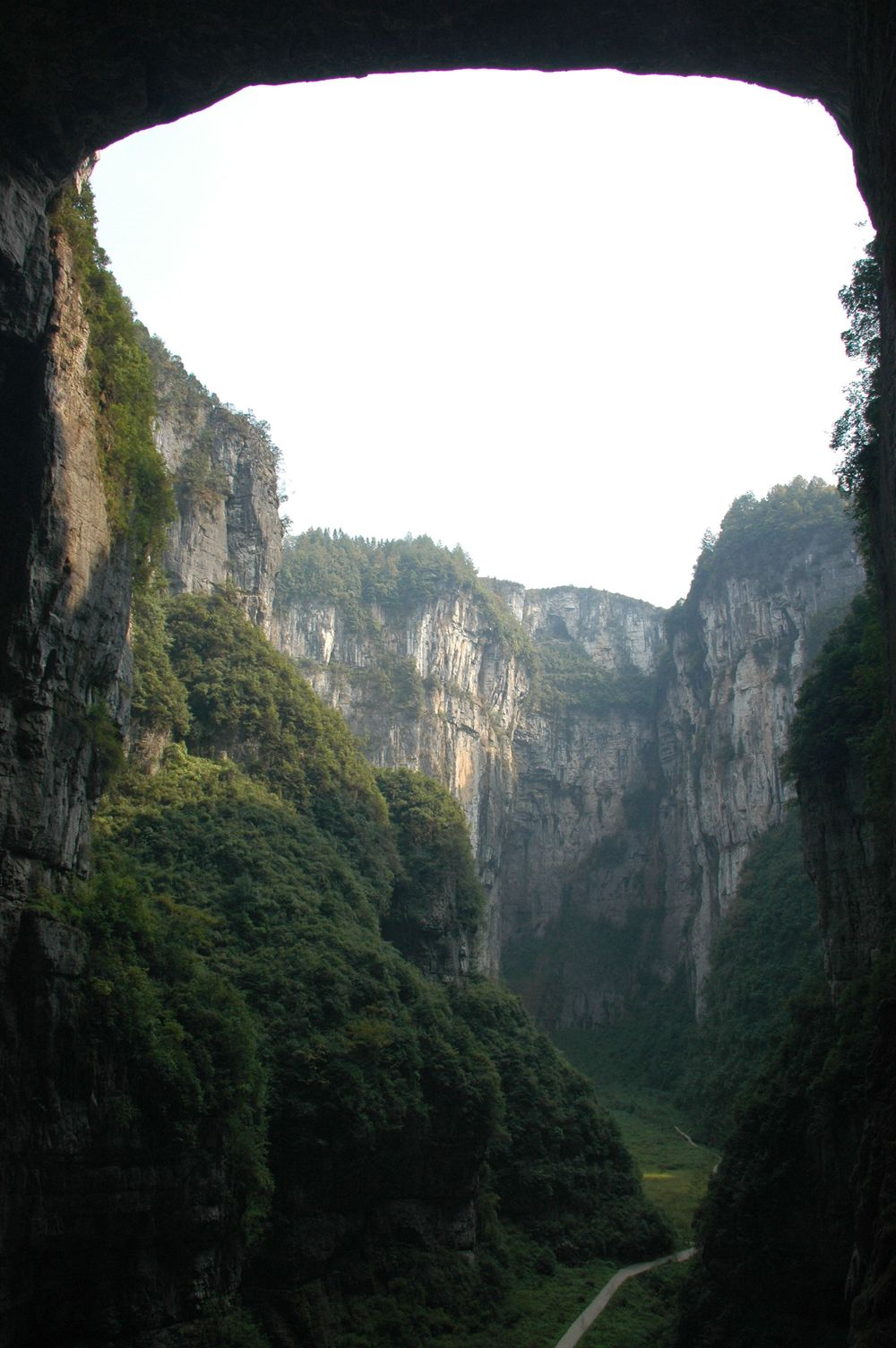
텐룽교

천생삼교(중국어 간체자: 天生三桥, 정체자: 天生三橋, 병음: Tiānshēng Sān Qiáo 톈성싼차오[*])는 말 그대로 자연적으로 만들어진 3개의 다리를 뜻하며 중경시 무룡구에 소재한 석회암 천연교들이다. 유네스코 세계자연유산인 중국 남방 카르스트에 속한다.
석회암이 침식된 모양이 마치 굴다리처럼 생겼으며, 각각 용의 이름을 붙였다. 굴다리 밑바닥에는 천복관역이 있다.

## 위치
천생삼교는 남중국해 카르스트-우롱 카르스트 유네스코 세계문화유산의 일부인 우롱 카르스트 국립 지질공원 내에 위치해있다.

### 중심
우강의 지류인 양수이강에 걸쳐 있는 천생삼교는 20km²의 보존 구역 중심에 있으며, 다음과 같은 자연물들이 포함된다.
- 칭룽 톈강 Qinglong Tiankeng (青龙天坑)
- 셰닝 티엔컹 Shenying Tiankeng (神鹰天坑)
- 센트럴 시위안 티엔강 Central Shiyuan Tiankeng (中石院天坑)
- 하위 시위안 티엔강 Lower Shiyuan Tiankeng (下石院天坑)
- 릉콴 동굴 Longquan Cave (龙泉洞)
- 셴런둥 유적 Immortal Cave (仙人洞)

## 문화
주윤발과 주걸륜이 참여한 <황후화>와 <트랜스포머4>의 촬영지이기도 하다.

## 유례
다리의 이름은 모두 중국의 용 이름을 따서 지어졌다.

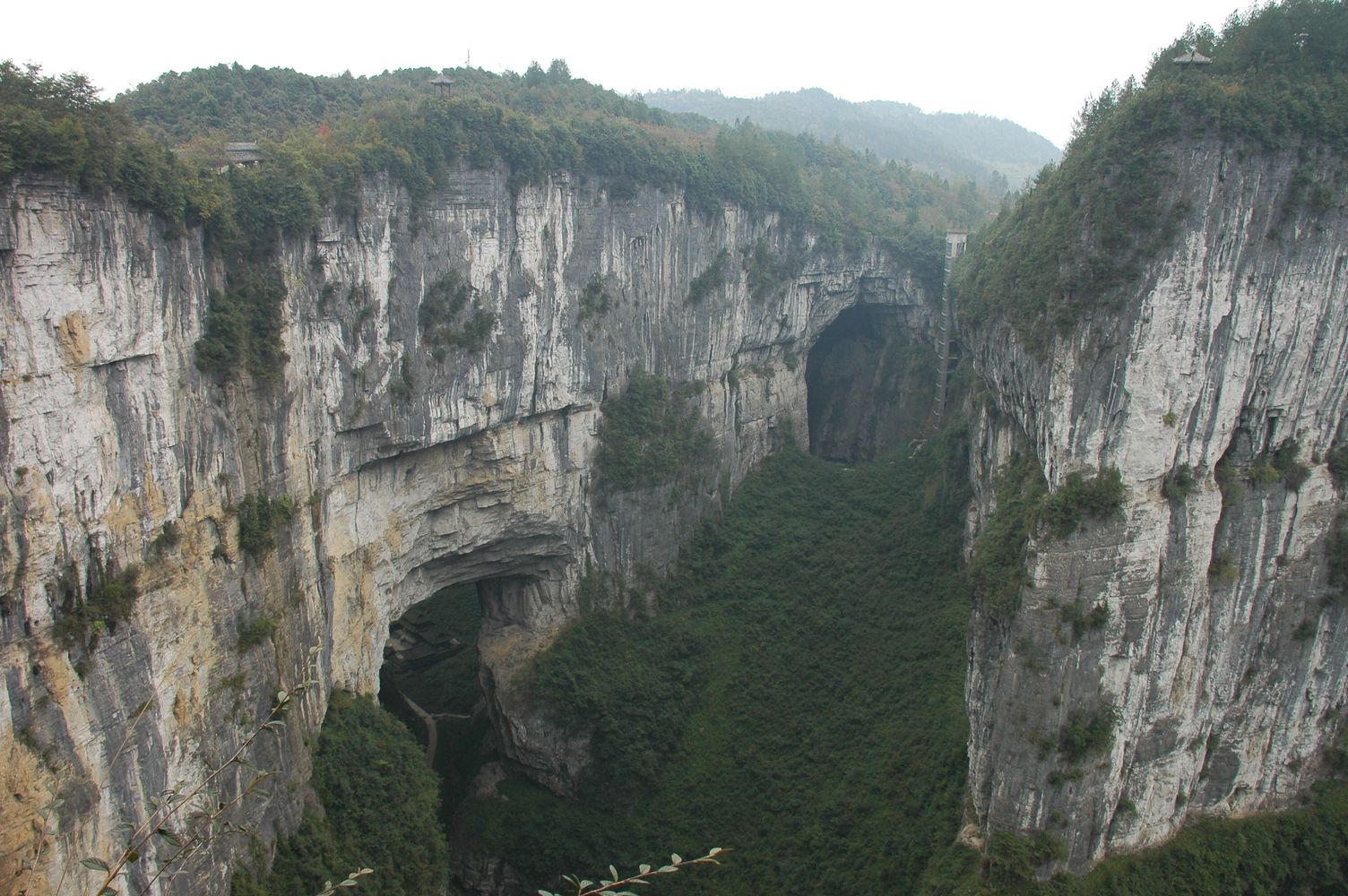
천생삼교

1. 천룡(天龙桥: '하늘용')
2. 청룡(青龙桥: '아주레 용')
3. 흑룡(黑龙桥: '흑룡')

|                | 높이              | 두께              | 폭                | 구멍 평균 높이    | 구멍 평균 지름   |
| -------------- | ----------------- | ----------------- | ----------------- | ----------------- | ---------------- |
| 천룡교(天龙桥) | 235 미터 (771 ft) | 150 미터 (490 ft) | 147 미터 (482 ft) | 96 미터 (315 ft)  | 34 미터 (112 ft) |
| 청룡교(青龙桥) | 281 미터 (922 ft) | 168 미터 (551 ft) | 124 미터 (407 ft) | 103 미터 (338 ft) | 31 미터 (102 ft) |
| 흑룡교(黑龙桥) | 223 미터 (732 ft) | 107 미터 (351 ft) | 193 미터 (633 ft) | 116 미터 (381 ft) | 28 미터 (92 ft)  |

## 참고 항목
- Wulong Karst
- 푸롱 동굴
- 셰유 동굴
- 톈먼 산